# Blues Garage

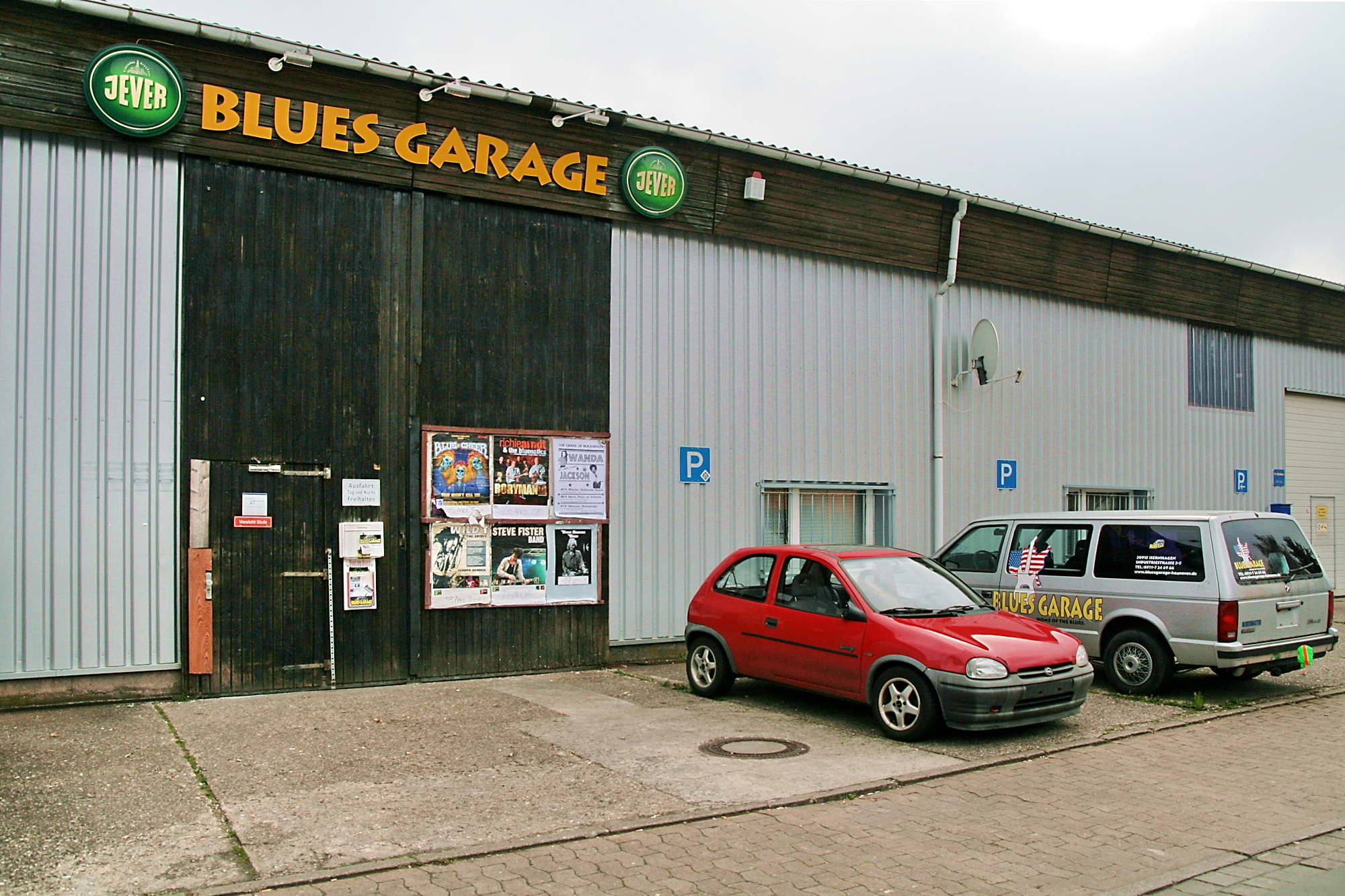
Eingang der Blues Garage

Die Blues Garage ist ein Veranstaltungszentrum für Blues- und Rockmusik in Isernhagen nördlich von Hannover. Das Zentrum bietet Platz für gut 400 Besucher.

## Geschichte
Gegründet wurde die Blues Garage im März 1999 von Henry Gellrich, der sie zusammen mit seiner Familie auch heute noch betreibt. Die Blues Garage bietet nicht nur jungen, nationalen und internationalen Bands eine Auftrittsgelegenheit, auch viele internationale Stars traten hier bereits auf.

### Künstler (Auswahl)

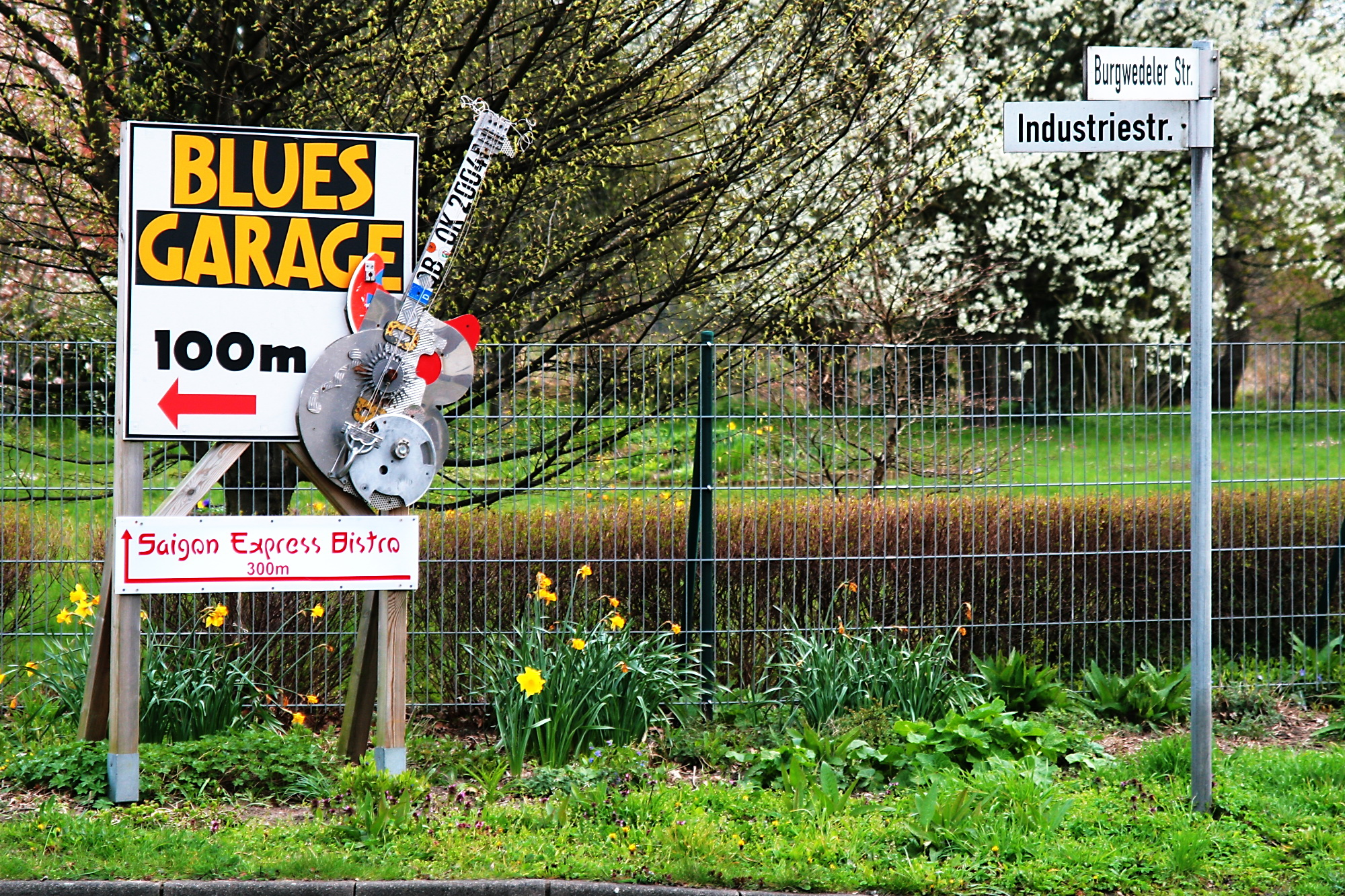
Hinweisschild zur Blues Garage

Die bekanntesten Künstler, die bisher in der Blues Garage auftraten, sind Eric Burdon, Buddy Guy, Mitch Ryder, Roger Chapman, Bernard Allison, Popa Chubby, Vanilla Fudge, Birth Control, The Spencer Davis Group, Wishbone Ash, The Blues Band, Doc Holliday, Arthur Brown, Joe Bonamassa, Walter Trout and the Radicals, Julian Sas, Leslie West, Peter Green, Fish, Maggie Reilly, Uli Jon Roth und Manfred Mann’s Earth Band, Robert Randolph, Ray Wilson, Meena Cryle, Erja Lyytinen, Eric Bibb und Jackie Leven.
Zur Feier des achtjährigen Bestehens 2007 war mit Fritz Rau einer der großen deutschen Konzertveranstalter zu Gast und sprach über die Probleme, den schwarzen amerikanischen Blues nach Europa zu holen. Dies gelang später mit Dickey Betts, Gründungsmitglied der Allman Brothers Band, bei seinem einzigen Deutschland-Konzert in der ausverkauften Blues Garage.

### Live-CDs
2005, 2006 und 2007 gab es, mit Einverständnis der Künstler, jeweils zum Jubiläum eine limitierte CD mit Live-Aufnahmen aus dem Club vom Jahr davor.